# Condado de Morgan (Tennessee)
O Condado de Morgan é um dos 95 condados do Estado americano do Tennessee. A sede do condado é Wartburg, e sua maior cidade é Wartburg. O condado possui uma área de 1 353 km² (dos quais 1 km² estão cobertos por água), uma população de 19 757 habitantes, e uma densidade populacional de 15 hab/km² (segundo o censo nacional de 2000). O condado foi fundado em 1817.